# سفارت نیجر در واشینگتن
سفارت نیجر در واشینگتن (به انگلیسی: Embassy of Niger) یک سفارت در ایالات متحده آمریکا است که در واشینگتن، دی.سی. واقع شده‌است.